# Граљијана (Лука)
Граљијана је насеље у Италији у округу Лука, региону Тоскана.
Према процени из 2011. у насељу је живело 49 становника. Насеље се налази на надморској висини од 463 м.